# جماران (فرقاطة)
فرقاطة جماران (إيران-2010مـ) (بالفارسية: ناو جماران) هي فرقاطة إيرانية من فئة فرقاطات نوع موجة. هي أول فرقاطة إيرانية محلية الصنع، صمّمتها وصنعتها متخصصو القوة البحرية في جيش الجمهورية الإسلامية الإيرانية بمساندة النخب والعلماء الإيرانيين. تم إطلاقها في أوائل عام 2010 في بندر عباس-إيران. تقول إيران أن تصميم وصنع جماران کان من جملة أعظم إنجازات القوات البحرية الإيرانية ويعتبر إطلاق هذه السفينة قفزة تكنولوجية كبرى للصناعات البحرية الإيرانية. المزيد من هذه الفئة من المدمرات علی قيد الإنشاء لتضاف إلى الأساطيل الإيرانية في بحر قزوين والخليج العربي. تم تصميم السفينة لطاقم من 140 شخصا. جماران يجمع بين الممتلکات المضادة للغواصات مع الأنظمة الأخرى من الأسلحة القادرة على المقابلة مع التهديدات السطحية والجوية أيضا.

## وصف

### أنظمة الأسلحة
السلاح الرئيسي الذي يُحمل في الفرقاطات نوع الموجة هو مروحية مضادة للغواصات سيكورسكي إس أتش-3 سي كينغ التي تعمل بالتنسيق مع أجهزة الاستشعار على متن الفرقاطة للبحث عن الغواصات وتدميرها في المدى الطويل. كما يحمل الفرقاطات نوع الموجة نظام طوربيدات -طوربيدات خفيفة 324 ملم بمدی 30 كيلومتر (19 ميل)-ثبت في قاذفات الطوربيد الثلاثية على جانبي المؤخرة. من أجل المقابلة مع القوات البرية، تم تجهيز السفينة بأربعة صواريخ كروز نور (C-802) أرض-أرض ومضادة للسفن المثّبتة في الراجمات علی سقف الطابق العلوي بين الرادار والصاري الرئيسي الموجهة نحو کلا الجانبين. ويقدر أن يکون احتمال الإصابة لصاروخ کروز نور بمدی 170 کمـ، أکثر من 98 في المئة. ومن أجل الدفاع عن النفس وبالنسبة إلی الأنظمة المضادة للطائرات، إن الفرقاطات نوع الموجة تحتوي على أربعة صواريخ أرض-جو فجر متوسطة المدى (تم عکس هندستها من صاروخ RIM-66/SM-1)  بمدی 74 کمـ (46 ميل) و24.4 کمـ (15.2 ميل) لأقصی مدی التحليق، تم تثبيتها علی ظهر السفينة فوق مستوی السطح الرئيسي أمام مهبط هليكوبتر. كذلك تحمل الفرقاطة نوع الموجة مدفعين «أورلیکن» 20 ممـ ومدفع رشاش 40 ممـ «فاتح-40» تم عکس هندستها من بندقية بوفورز 40ممـ بالمدی الجوي 12.5کمـ (7.8ميل) لتوفير الدفاع عن السفينة ضد الصواريخ المضادة للسفن والطائرات علی متن السفينة. والسلاح الرئيسي في أمام السفينة وعلی سطحها هو البندقية فجر-27 76ممـ. هذه البندقية قادرة على إطلاق بمعدل 85 قذيفة في دقيقة واحدة بمدی أکثر من 17 کمـ نحو الأهداف السطحية و12 کمـ (7.5) نحو الأهداف الجوية. فجر-27 هو سلاح متعدد الأغراض، قادر علی المقابلة مع السطح، الجو والأهداف المتواجدة علی الشاطئ. جماران لديه غرفة علی ظهر السفينة العلوي لتركيب اثنين من مدافع رشاشة عيار 0.50 في المستقبل.

### أجهزة استشعار ومعدات
وقد تم تجهيز السفينة مع واحد (Plessey AWS-1) بعيد المدى للبحث الجوي والسطحي ورادار التعقب، مثبت على سقف الأمام من المدخنة. تم تجهيز السفينة أيضا مع اثنين من الرادارات الملاحية على الصاري الرئيسي. كذلك تم تجهيز السفينة مع رادار التحكم في إطلاق النار. معدات السفينة في التفاصيل هي: رادارات الفرقة X وS، رادار الطيران التكتيكي، معالج الرادار وأنظمة التحكم النار، السونار تحت سطح الأرض، الاتصالات السطحية وتحت السطحية والاتصالات الداخلية وأنظمة شبكة الكمبيوتر، مضاد إلكتروني (ECM)، أنظمة مقاومة التشويش الإلكتروني (ECCM)، والأنظمة الملاحية، الأنظمة الكهربائية الضوئية والموازنة والمتزامنة، نظام إنذار ضد الهجمات الكيماوية الجرثومية والأبواب ونظام تكييف الهواء مع اللاختراقية والقدرة على مقاومة خلال هذه الهجمات، والنظام الملاحي الآلي وبعض الأنظمة الأخرى.

### تسيير
سفن نوع الموجة مجهزة بمحرکين 10,000 حصان (7,500 KW) وتستخدم أربع مولدات الديزل التي تولد کل واحد منها 550 كيلو وات (740 حصان). تستطيع سفن نوع الموجة أن تصل إلی السرعة القصوی 56 کمـ (30 عقدة).

### منصة هبوط مروحية
يمكن لفرقاطة جماران أن تستوعب طائرة هليكوبتر متوسطة الحجم، ويمكن أيضا تشغيل عملية التزود هليكوبتر بالوقود أثناء التحليق (HIFR) عندما تقترب طائرة هليكوبتر على منصة الهبوط، وهي ليست مناسبة لعمليات الهبوط بالضرورة.

## حادثة نيران صديقة
في 10 مايو 2020، أُطلق صاروخ نور C-802 من الفرقاطة جماران أثناء تدريب في مضيق هرمز فأصاب بالخطأ سفينة الدعم الإيرانية كنارك. وأعلن التلفزيون الإيراني الرسمي في البداية عن حالة وفاة واحدة في الحادث، ولكن لاحقًا أُعلن عن وفاة 19 وجرح 15. كانت السفينة كُنارَك مشاركة في التدريب، حيث حُددت أهداف للتدريب على الصواريخ من الفرقاطة Jamaran. وبحسب ما ورد فقد فشلت كُنارَك في إبعاد نفسها بما فيه الكفاية عن الهدف قبل الإطلاق وأصيبت بصاروخ. قد يكون الصاروخ قد وُجِّه تلقائيًا إلى كُنارَك لكونها أكبر هدف، أو ربما جرى خطأ بشري باعتبارها هدف. بعد الحادث قامت القوات الإيرانية بسحب كُنارَك إلى الميناء للخضوع لـ «تفتيش فني». وأظهرت اللقطات التي نشرها التليفزيون الإيراني IRIB السفينة متأثرة بشدة، وبدا واضحًا أن البنية الفوقية مدمرة ويتصاعد الدخان نتيجة الحرائق.

## وصلات خارجية
- شاهد مدمرة جماران بالفيدئو